# 2557 Putnam
2557 Putnam este un asteroid din centura principală, descoperit pe 26 septembrie 1981 de Brian Skiff și Norman Thomas.